# Bracon fergusoninus
Bracon fergusoninus är en stekelart som beskrevs av Taylor, Austin och Davies 1996. Bracon fergusoninus ingår i släktet Bracon och familjen bracksteklar. Inga underarter finns listade.